# Ferdinand Payan
Ferdinand Payan, né le 21 avril 1870 à Arles et mort le 17 mai 1961 à Nice, est un coureur cycliste professionnel français.
C'est un des cyclistes issus du club Excelsior Cycles Payan, de la famille Payan du sud de la France et cousin de André Payan.
Il participa au premier Tour de France de 1903, puis à 7 autres jusqu'en 1912.

## Palmarès
- 1907
  - 10e du Tour de France

## Résultats sur le Tour de France
Ferdinand Payan a participé à huit Tours de France :
- 1903 : 12e
- 1904 : abandon (2e étape)
- 1906 : 12e
- 1907 : 10e
- 1908 : 24e
- 1909 : abandon (10e étape)
- 1911 : abandon (6e étape)
- 1912 : abandon (4e étape)